# 2007-es Vuelta ciclista a España
A 2007-es Vuelta a España szeptember 1-jén kezdődött Vigóban és szeptember 3-án fejeződött be Madridban. A verseny 21 szakaszból állt, ezalatt 3241 km-t tettek meg a versenyzők.

## Részt vevő csapatok
| - Amerikai Egyesült Államok Discovery Channel Pro Cycling Team - Belgium Quick Step Predictor-Lotto - Dánia Team CSC - Franciaország AG2R Prévoyance Bouygues Télécom Cofidis Crédit Agricole Française des Jeux - Hollandia Rabobank | - Németország Team Gerolsteiner T-Mobile Team - Olaszország Lampre Liquigas Team Milram - Spanyolország Andalucía-Cajasur Caisse d'Epargne Euskaltel-Euskadi Karpin-Galicia Relax-GAM Saunier Duval-Scott |

## Szakaszok

### 1. szakasz –szeptember 1.:Vigo>Vigo, 145km
|   | Versenyző           | Csapat            | Idő        |
| - | ------------------- | ----------------- | ---------- |
| 1 | Daniele Bennati     | Lampre            | 3h 43' 09" |
| 2 | Óscar Freire        | Rabobank          | s.t.       |
| 3 | Alessandro Petacchi | Team Milram       | s.t.       |
| 4 | Allan Davis         | Discovery Channel | s.t.       |
| 5 | Tom Boonen          | Quick Step        | s.t.       |

|   | Versenyző           | Csapat            | Idő        |
| - | ------------------- | ----------------- | ---------- |
| 1 | Daniele Bennati     | Lampre            | 3h 43' 09" |
| 2 | Óscar Freire        | Rabobank          | s.t.       |
| 3 | Alessandro Petacchi | Team Milram       | s.t.       |
| 4 | Allan Davis         | Discovery Channel | s.t.       |
| 5 | Tom Boonen          | Quick Step        | s.t.       |

### 2. szakasz –szeptember 2.:Allariz>Santiago de Compostela, 150km
|   | Versenyző       | Csapat            | Idő        |
| - | --------------- | ----------------- | ---------- |
| 1 | Óscar Freire    | Rabobank          | 3h 31' 03" |
| 2 | Paolo Bettini   | Quick Step        | s.t.       |
| 3 | Leonardo Duque  | Cofidis           | s.t.       |
| 4 | Erik Zabel      | Team Milram       | s.t.       |
| 5 | Davide Rebellin | Team Gerolsteiner | s.t.       |

|   | Versenyző           | Csapat           | Idő        |
| - | ------------------- | ---------------- | ---------- |
| 1 | Óscar Freire        | Rabobank         | 7h 14' 12" |
| 2 | Erik Zabel          | Team Milram      | s.t.       |
| 3 | Leonardo Duque      | Cofidis          | s.t.       |
| 4 | Aurélien Clerc      | Bouygues Télécom | s.t.       |
| 5 | Alessandro Petacchi | Team Milram      | s.t.       |

### 3. szakasz –szeptember 3.:Viveiro>Luarca, 155km
|   | Versenyző        | Csapat             | Idő        |
| - | ---------------- | ------------------ | ---------- |
| 1 | Paolo Bettini    | Quick Step         | 4h 08' 42" |
| 2 | Óscar Freire     | Rabobank           | s.t.       |
| 3 | Allan Davis      | Discovery Channel  | s.t.       |
| 4 | Davide Rebellin  | Team Gerolsteiner  | s.t.       |
| 5 | Philippe Gilbert | Française des Jeux | s.t.       |

|   | Versenyző      | Csapat           | Idő         |
| - | -------------- | ---------------- | ----------- |
| 1 | Óscar Freire   | Rabobank         | 11h 22' 54" |
| 2 | Leonardo Duque | Cofidis          | s.t.        |
| 3 | Erik Zabel     | Team Milram      | s.t.        |
| 4 | Aurélien Clerc | AG2R-Prévoyance  | s.t.        |
| 5 | David López    | Caisse d'Epargne | s.t.        |

### 4. szakasz –szeptember 4.:Langreo>Lagos de Covadonga, 182km
|   | Versenyző          | Csapat               | Idő        |
| - | ------------------ | -------------------- | ---------- |
| 1 | Vlagyimir Jefimkin | Caisse d'Epargne     | 4h 39' 56" |
| 2 | Leonardo Piepoli   | Saunier Duval-Prodir | + 1' 06"   |
| 3 | Stijn Devolder     | Discovery Channel    | s.t.       |
| 4 | Gyenyisz Menysov   | Rabobank             | s.t.       |
| 5 | Maxime Monfort     | Cofidis              | s.t.       |

|   | Versenyző          | Csapat            | Idő         |
| - | ------------------ | ----------------- | ----------- |
| 1 | Vlagyimir Jefimkin | Caisse d'Epargne  | 16h 02' 50" |
| 2 | Gyenyisz Menysov   | Rabobank          | + 1' 06"    |
| 3 | Carlos Sastre      | Team CSC          | s.t.        |
| 4 | Maxime Monfort     | Cofidis           | s.t.        |
| 5 | Stijn Devolder     | Discovery Channel | s.t.        |

### 5. szakasz –szeptember 5.:Cangas de Onís>Reinosa, 155km
|   | Versenyző        | Csapat             | Idő        |
| - | ---------------- | ------------------ | ---------- |
| 1 | Óscar Freire     | Rabobank           | 4h 07' 51" |
| 2 | Daniele Bennati  | Lampre             | s.t.       |
| 3 | Paolo Bettini    | Qiuck Step         | s.t.       |
| 4 | Philippe Gilbert | Française des Jeux | s.t.       |
| 5 | Erik Zabel       | Team Milram        | s.t.       |

|   | Versenyző          | Csapat            | Idő         |
| - | ------------------ | ----------------- | ----------- |
| 1 | Vlagyimir Jefimkin | Caisse d'Epargne  | 20h 10' 44" |
| 2 | Gyenyisz Menysov   | Rabobank          | + 1' 06"    |
| 3 | Carlos Sastre      | Team CSC          | s.t.        |
| 4 | Maxime Monfort     | Cofidis           | s.t.        |
| 5 | Stijn Devolder     | Discovery Channel | s.t.        |

### 6. szakasz –szeptember 6.:Reinosa>Logroño, 195km
|   | Versenyző       | Csapat            | Idő        |
| - | --------------- | ----------------- | ---------- |
| 1 | Óscar Freire    | Rabobank          | 4h 24' 10" |
| 2 | Koldo Fernandez | Euskaltel-Euskadi | s.t.       |
| 3 | Angelo Furlan   | Crédit Agricole   | s.t.       |
| 4 | Tom Boonen      | Quick Step        | s.t.       |
| 5 | Andre Korff     | T-Mobile Team     | s.t.       |

|   | Versenyző          | Csapat            | Idő         |
| - | ------------------ | ----------------- | ----------- |
| 1 | Vlagyimir Jefimkin | Caisse d'Epargne  | 24h 34' 51" |
| 2 | Gyenyisz Menysov   | Rabobank          | + 1' 06"    |
| 3 | Carlos Sastre      | Team CSC          | s.t.        |
| 4 | Maxime Monfort     | Cofidis           | s.t.        |
| 5 | Stijn Devolder     | Discovery Channel | s.t.        |

### 7. szakasz –szeptember 7.:Calahorra>Zaragoza, 140km
|   | Versenyző       | Csapat            | Idő        |
| - | --------------- | ----------------- | ---------- |
| 1 | Erik Zabel      | Team Milram       | 3h 52' 05" |
| 2 | Allan Davis     | Discovery Channel | s.t.       |
| 3 | Paolo Bettini   | Quick Step        | s.t.       |
| 4 | Koldo Fernandez | Euskaltel-Euskadi | s.t.       |
| 5 | Andre Korff     | T-Mobile Team     | s.t.       |

|   | Versenyző          | Csapat            | Idő         |
| - | ------------------ | ----------------- | ----------- |
| 1 | Vlagyimir Jefimkin | Caisse d'Epargne  | 28h 26' 56" |
| 2 | Gyenyisz Menysov   | Rabobank          | + 1' 06"    |
| 3 | Carlos Sastre      | Team CSC          | s.t.        |
| 4 | Maxime Monfort     | Cofidis           | s.t.        |
| 5 | Stijn Devolder     | Discovery Channel | s.t.        |

### 8. szakasz –szeptember 8.:Cariñena>Zaragoza, 49km (egyéni időfutam)
|   | Versenyző        | Csapat            | Idő      |
| - | ---------------- | ----------------- | -------- |
| 1 | Bert Grabsch     | T-Mobile Team     | 57' 05"  |
| 2 | Bodrogi László   | Crédit Agricole   | + 34"    |
| 3 | Stijn Devolder   | Discovery Channel | + 48"    |
| 4 | Gyenyisz Menysov | Rabobank          | + 1' 18" |
| 5 | Magnus Bäckstedt | Liquigas          | + 1' 37" |

|   | Versenyző          | Csapat            | Idő         |
| - | ------------------ | ----------------- | ----------- |
| 1 | Stijn Devolder     | Discovery Channel | 29h 25' 25" |
| 2 | Gyenyisz Menysov   | Rabobank          | + 30"       |
| 3 | Vlagyimir Jefimkin | Caisse d'Epargne  | + 1' 28"    |
| 4 | Cadel Evans        | Predictor-Lotto   | + 1' 54"    |
| 5 | Maxime Monfort     | Cofidis           | + 2' 12"    |

### 9. szakasz –szeptember 9.:Huesca>Aramón Cerler, 174km
|   | Versenyző         | Csapat              | Idő        |
| - | ----------------- | ------------------- | ---------- |
| 1 | Leonardo Piepoli  | Saunier Duval-Scott | 4h 28' 21" |
| 2 | Gyenyisz Mencsov  | Rabobank            | s.t.       |
| 3 | Ezequiel Mosquera | Karpin-Galicia      | + 17"      |
| 4 | Carlos Sastre     | Team CSC            | + 17"      |
| 5 | Oliver Zaugg      | Team Gerolsteiner   | + 51"      |

|   | Versenyző          | Csapat           | Idő         |
| - | ------------------ | ---------------- | ----------- |
| 1 | Gyenyisz Menysov   | Rabobank         | 33h 54' 46" |
| 2 | Vlagyimir Jefimkin | Caisse d'Epargne | + 2' 01"    |
| 3 | Cadel Evans        | Predictor-Lotto  | + 2' 27"    |
| 4 | Carlos Sastre      | Team CSC         | + 3' 02"    |
| 5 | Ezequiel Mosquera  | Karpin-Galicia   | + 4' 02"    |

### 10. szakasz –szeptember 10.:Benasque>Ordino Arcalís, 220km
|   | Versenyző        | Csapat            | Idő        |
| - | ---------------- | ----------------- | ---------- |
| 1 | Gyenyisz Menysov | Rabobank          | 5h 47' 05" |
| 2 | Cadel Evans      | Predictor-Lotto   | s.t.       |
| 3 | Samuel Sánchez   | Euskaltel-Euskadi | s.t.       |
| 4 | Manuel Beltrán   | Liquigas          | s.t.       |
| 5 | Carlos Sastre    | Team CSC          | s.t.       |

|   | Versenyző          | Csapat           | Idő         |
| - | ------------------ | ---------------- | ----------- |
| 1 | Gyenyisz Menysov   | Rabobank         | 39h 41' 51" |
| 2 | Vlagyimir Jefimkin | Caisse d'Epargne | + 2' 01"    |
| 3 | Cadel Evans        | Predictor-Lotto  | + 2' 27"    |
| 4 | Carlos Sastre      | Team CSC         | + 3' 02"    |
| 5 | Ezequiel Mosquera  | Karpin-Galicia   | + 4' 35"    |

### 11. szakasz –szeptember 12.:Oropesa del Mar>Algemesí, 190km
|   | Versenyző           | Csapat             | Idő        |
| - | ------------------- | ------------------ | ---------- |
| 1 | Alessandro Petacchi | Team Milram        | 4h 45' 34" |
| 2 | Paolo Bettini       | Quick-Step         | s.t.       |
| 3 | Erik Zabel          | Team Milram        | s.t.       |
| 4 | André Greipel       | T-Mobile Team      | s.t.       |
| 5 | Carlos da Cruz      | Française des Jeux | s.t.       |

|   | Versenyző          | Csapat           | Idő         |
| - | ------------------ | ---------------- | ----------- |
| 1 | Gyenyisz Menysov   | Rabobank         | 44h 27' 25" |
| 2 | Vlagyimir Jefimkin | Caisse d'Epargne | + 2' 01"    |
| 3 | Cadel Evans        | Predictor-Lotto  | + 2' 27"    |
| 4 | Carlos Sastre      | Team CSC         | + 3' 02"    |
| 5 | Ezequiel Mosquera  | Karpin-Galicia   | + 4' 35"    |

### 12. szakasz –szeptember 13.:Algemesí>Hellín, 167km
|   | Versenyző           | Csapat           | Idő        |
| - | ------------------- | ---------------- | ---------- |
| 1 | Alessandro Petacchi | Team Milram      | 3h 41' 10" |
| 2 | Daniele Bennati     | Lampre           | s.t.       |
| 3 | Alexandre Usov      | AG2R Prévoyance  | s.t.       |
| 4 | Davide Viganò       | Quick Step       | s.t.       |
| 5 | Aurélien Clerc      | Bouygues Télécom | s.t.       |

|   | Versenyző          | Csapat           | Idő         |
| - | ------------------ | ---------------- | ----------- |
| 1 | Gyenyisz Menysov   | Rabobank         | 48h 08' 26" |
| 2 | Vlagyimir Jefimkin | Caisse d'Epargne | + 2' 01"    |
| 3 | Cadel Evans        | Predictor-Lotto  | + 2' 27"    |
| 4 | Carlos Sastre      | Team CSC         | + 3' 02"    |
| 5 | Ezequiel Mosquera  | Karpin-Galicia   | + 4' 35"    |

### 13. szakasz –szeptember 14.:Hellín>Torre-Pacheco, 150km
|   | Versenyző           | Csapat             | Idő        |
| - | ------------------- | ------------------ | ---------- |
| 1 | Andreas Klier       | T-Mobile Team      | 4h 01' 52" |
| 2 | Tom Stamsnijder     | Team Gerolsteiner  | + 1"       |
| 3 | Jérémy Roy          | Française des Jeux | + 24"      |
| 4 | Daniele Bennati     | Lampre             | + 4' 03"   |
| 5 | Alessandro Petacchi | Team Milram        | + 4' 03"   |

|   | Versenyző          | Csapat           | Idő         |
| - | ------------------ | ---------------- | ----------- |
| 1 | Gyenyisz Menysov   | Rabobank         | 52h 14' 21" |
| 2 | Vlagyimir Jefimkin | Caisse d'Epargne | + 2' 01"    |
| 3 | Cadel Evans        | Predictor-Lotto  | + 2' 27"    |
| 4 | Carlos Sastre      | Team CSC         | + 3' 02"    |
| 5 | Ezequiel Mosquera  | Karpin-Galicia   | + 4' 35"    |

### 14. szakasz –szeptember 15.:Puerto Lumbreras>Villacarrillo, 205km
|   | Versenyző          | Csapat             | Idő        |
| - | ------------------ | ------------------ | ---------- |
| 1 | Jason McCartney    | Discovery Channel  | 5h 21' 21" |
| 2 | Thomas Lövkvist    | Française des Jeux | + 27"      |
| 3 | Stefan Schumacher  | Team Gerolsteiner  | + 50"      |
| 4 | Juan Manuel Gárate | Quick Step         | + 50"      |
| 5 | Alessandro Vanotti | Liquigas           | + 50"      |

|   | Versenyző          | Csapat           | Idő         |
| - | ------------------ | ---------------- | ----------- |
| 1 | Gyenyisz Menysov   | Rabobank         | 57h 45' 47" |
| 2 | Vlagyimir Jefimkin | Caisse d'Epargne | + 2' 01"    |
| 3 | Cadel Evans        | Predictor-Lotto  | + 2' 27"    |
| 4 | Carlos Sastre      | Team CSC         | + 3' 02"    |
| 5 | Ezequiel Mosquera  | Karpin-Galicia   | + 4' 35"    |

### 15. szakasz –szeptember 16.:Villacarrillo>Granada, 205km
|   | Versenyző      | Csapat            | Idő        |
| - | -------------- | ----------------- | ---------- |
| 1 | Samuel Sánchez | Euskaltel-Euskadi | 4h 45' 59" |
| 2 | Manuel Beltrán | Liquigas          | s.t.       |
| 3 | Carlos Barredo | Quick Step        | + 24"      |
| 4 | Igor Antón     | Euskaltel-Euskadi | + 24"      |
| 5 | Daniel Moreno  | Relax-GAM         | + 41"      |

|   | Versenyző          | Csapat            | Idő         |
| - | ------------------ | ----------------- | ----------- |
| 1 | Gyenyisz Menysov   | Rabobank          | 62h 32' 27" |
| 2 | Vlagyimir Jefimkin | Caisse d'Epargne  | + 2' 01"    |
| 3 | Cadel Evans        | Predictor-Lotto   | + 2' 27"    |
| 4 | Carlos Sastre      | Team CSC          | + 3' 02"    |
| 5 | Samuel Sánchez     | Euskaltel-Euskadi | + 4' 01"    |

### 16. szakasz –szeptember 18.:Jaén>Puertollano, 165km
|   | Versenyző            | Csapat            | Idő        |
| - | -------------------- | ----------------- | ---------- |
| 1 | Leonardo Duque       | Cofidis           | 4h 00' 39" |
| 2 | Alexandr Kolobnev    | Team CSC          | s.t.       |
| 3 | Joan Horrach         | Caisse d'Epargne  | s.t.       |
| 4 | Koldo Fernandez      | Euskaltel-Euskadi | + 6"       |
| 5 | Leonardo Bertagnolli | Liquigas          | + 6"       |

|   | Versenyző          | Csapat            | Idő         |
| - | ------------------ | ----------------- | ----------- |
| 1 | Gyenyisz Menysov   | Rabobank          | 66h 40' 49" |
| 2 | Vlagyimir Jefimkin | Caisse d'Epargne  | + 2' 01"    |
| 3 | Cadel Evans        | Predictor-Lotto   | + 2' 27"    |
| 4 | Carlos Sastre      | Team CSC          | + 3' 01"    |
| 5 | Samuel Sánchez     | Euskaltel-Euskadi | + 4' 01"    |

### 17. szakasz –szeptember 19.:Ciudad Real>Talavera de la Reina, 180km
|   | Versenyző           | Csapat        | Idő        |
| - | ------------------- | ------------- | ---------- |
| 1 | Daniele Bennati     | Lampre        | 3h 56' 58" |
| 2 | Paolo Bettini       | Quick Step    | s.t.       |
| 3 | Alessandro Petacchi | Team Milram   | s.t.       |
| 4 | André Greipel       | T-Mobile Team | s.t.       |
| 5 | Magnus Backstedt    | Liquigas      | s.t.       |

|   | Versenyző          | Csapat            | Idő         |
| - | ------------------ | ----------------- | ----------- |
| 1 | yenyisz Menysov    | Rabobank          | 70h 37' 41" |
| 2 | Vlagyimir Jefimkin | Caisse d'Epargne  | + 2' 01"    |
| 3 | Cadel Evans        | Predictor-Lotto   | + 2' 27"    |
| 4 | Carlos Sastre      | Team CSC          | + 3' 02"    |
| 5 | Samuel Sánchez     | Euskaltel-Euskadi | + 4' 01"    |

### 18. szakasz –szeptember 20.:Talavera de la Reina>Ávila, 154km
|   | Versenyző            | Csapat            | Idő        |
| - | -------------------- | ----------------- | ---------- |
| 1 | Luis Pérez Rodriguez | Andalucía-Cajasur | 3h 43' 45" |
| 2 | Cadel Evans          | Predictor-Lotto   | + 41"      |
| 3 | Franco Pellizotti    | Liquigas          | + 41"      |
| 4 | Samuel Sánchez       | Euskaltel-Euskadi | + 41"      |
| 5 | Gyenyisz Menysov     | Rabobank          | + 41"      |

|   | Versenyző          | Csapat            | Idő         |
| - | ------------------ | ----------------- | ----------- |
| 1 | Gyenyisz Menysov   | Rabobank          | 74h 22' 13" |
| 2 | Cadel Evans        | Predictor-Lotto   | + 2' 27"    |
| 3 | Carlos Sastre      | Team CSC          | + 3' 02"    |
| 4 | Samuel Sánchez     | Euskaltel-Euskadi | + 4' 01"    |
| 5 | Vlagyimir Jefimkin | Caisse d'Epargne  | + 4' 27"    |

### 19. szakasz –szeptember 21.:Ávila>Alto de Abantos, 135km
|   | Versenyző        | Csapat            | Idő        |
| - | ---------------- | ----------------- | ---------- |
| 1 | Samuel Sánchez   | Euskaltel-Euskadi | 3h 37' 01" |
| 2 | Daniel Moreno    | Relax-GAM         | s.t.       |
| 3 | Gyenyisz Menysov | Rabobank          | + 3"       |
| 4 | Carlos Sastre    | Tema CSC          | + 3"       |
| 5 | Igor Anton       | Euskaltel-Euskadi | + 14"      |

|   | Versenyző         | Csapat            | Idő         |
| - | ----------------- | ----------------- | ----------- |
| 1 | Gyenyisz Menysov  | Rabobank          | 77h 59' 17" |
| 2 | Carlos Sastre     | Team CSC          | + 3' 02"    |
| 3 | Cadel Evans       | Predictor-Lotto   | + 3' 49"    |
| 4 | Samuel Sánchez    | Euskaltel-Euskadi | + 3' 58"    |
| 5 | Ezequiel Mosquera | Karpin-Galicia    | + 5' 23"    |

### 20. szakasz –szeptember 22.:Villalba>Villalba, 25km (egyéni időfutam)
|   | Versenyző        | Csapat            | Idő     |
| - | ---------------- | ----------------- | ------- |
| 1 | Samuel Sánchez   | Euskaltel-Euskadi | 22' 11" |
| 2 | Gyenyisz Menysov | Rabobank          | + 12"   |
| 3 | Stef Clement     | Bouygues Télécom  | + 14"   |
| 4 | Carlos Barredo   | Quick Step        | + 16"   |
| 5 | Santos González  | Karpin-Galicia    | + 18"   |

|   | Versenyző         | Csapat            | Idő         |
| - | ----------------- | ----------------- | ----------- |
| 1 | Gyenyisz Menysov  | Rabobank          | 78h 21' 40" |
| 2 | Carlos Sastre     | Team CSC          | + 3' 31"    |
| 3 | Samuel Sánchez    | Euskaltel-Euskadi | + 3' 46"    |
| 4 | Cadel Evans       | Predictor-Lotto   | + 3' 46"    |
| 5 | Ezequiel Mosquera | Karpin-Galicia    | + 6' 34"    |

### 21. szakasz –szeptember 23.:Rivas Vaciamadrid>Madrid, 100km
|   | Versenyző           | Csapat          | Idő        |
| - | ------------------- | --------------- | ---------- |
| 1 | Daniele Bennati     | Lampre          | 2h 37' 27" |
| 2 | Alessandro Petacchi | Team Milram     | s.t.       |
| 3 | Alexandre Usov      | AG2R Prévoyance | s.t.       |
| 4 | Mark Renshaw        | Crédit Agricole | s.t.       |
| 5 | Davide Vigano       | Quick Step      | s.t.       |

|   | Versenyző         | Csapat            | Idő         |
| - | ----------------- | ----------------- | ----------- |
| 1 | Gyenyisz Menysov  | Rabobank          | 78h 21' 40" |
| 2 | Carlos Sastre     | Team CSC          | + 3' 31"    |
| 3 | Samuel Sánchez    | Euskaltel-Euskadi | + 3' 46"    |
| 4 | Cadel Evans       | Predictor-Lotto   | + 3' 56"    |
| 5 | Ezequiel Mosquera | Karpin-Galicia    | + 6' 34"    |

## A 2007-es Vuelta a España összegzése
| Szakasz (nyertese)                      | Összetett pontverseny Camesita oro | Pontverseny Camesita azul | Hegyi pontverseny | Legaktívabb versenyző | Csapatverseny    |
| --------------------------------------- | ---------------------------------- | ------------------------- | ----------------- | --------------------- | ---------------- |
| 1. szakasz (Daniele Bennati)            | Daniele Bennati                    | Daniele Bennati           | Serafin Martínez  | Geoffrey Lequatre     | Bouygues Télécom |
| 2. szakasz (Óscar Freire)               | Óscar Freire                       | Óscar Freire              | Serafin Martínez  | Manuel Vazquez        | Bouygues Télécom |
| 3. szakasz (Paolo Bettini)              | Óscar Freire                       | Óscar Freire              | Serafin Martínez  | David De La Fuente    | Caisse d'Epargne |
| 4. szakasz (Vladimir Efimkin)           | Vlagyimir Jefimkin                 | Óscar Freire              | Serafin Martínez  | Vlagyimir Jefimkin    | Caisse d'Epargne |
| 5. szakasz (Óscar Freire)               | Vlagyimir Jefimkin                 | Óscar Freire              | Serafin Martínez  | Vlagyimir Jefimkin    | Caisse d'Epargne |
| 6. szakasz (Óscar Freire)               | Vlagyimir Jefimkin                 | Óscar Freire              | Serafin Martínez  | Vlagyimir Jefimkin    | Caisse d'Epargne |
| 7. szakasz (Erik Zabel)                 | Vlagyimir Jefimkin                 | Óscar Freire              | Serafin Martínez  | Vlagyimir Jefimkin    | Caisse d'Epargne |
| 8. szakasz (időfutam) (Bert Grabsch)    | Stijn Devolder                     | Óscar Freire              | Serafin Martínez  | Stijn Devolder        | Caisse d'Epargne |
| 9. szakasz (Leonardo Piepoli)           | Gyenyisz Menysov                   | Óscar Freire              | Serafin Martínez  | Gyenyisz Menysov      | Caisse d'Epargne |
| 10. szakasz (Gyenyisz Menysov)          | Gyenyisz Menysov                   | Paolo Bettini             | Gyenyisz Menysov  | Gyenyisz Menysov      | Caisse d'Epargne |
| 11. szakasz (Alessandro Petacchi)       | Gyenyisz Menysov                   | Paolo Bettini             | Gyenyisz Menysov  | Gyenyisz Menysov      | Caisse d'Epargne |
| 12. szakasz (Alessandro Petacchi)       | Gyenyisz Menysov                   | Paolo Bettini             | Gyenyisz Menysov  | Gyenyisz Menysov      | Caisse d'Epargne |
| 13. szakasz (Andreas Klier)             | Gyenyisz Menysov                   | Paolo Bettini             | Gyenyisz Menysov  | Gyenyisz Menysov      | Caisse d'Epargne |
| 14. szakasz (Jason McCartney)           | Gyenyisz Menysov                   | Paolo Bettini             | Gyenyisz Menysov  | Gyenyisz Menysov      | Caisse d'Epargne |
| 15. szakasz (Samuel Sanchez)            | Gyenyisz Menysov                   | Paolo Bettini             | Jurgen Van Goolen | Gyenyisz Menysov      | Caisse d'Epargne |
| 16. szakasz (Leonardo Duque)            | Gyenyisz Menysov                   | Paolo Bettini             | Jurgen Van Goolen | Gyenyisz Menysov      | Caisse d'Epargne |
| 17. szakasz (Daniele Bennati))          | Gyenyisz Menysov                   | Paolo Bettini             | Jurgen Van Goolen | Gyenyisz Menysov      | Caisse d'Epargne |
| 18. szakasz (Luis Pérez Rodriguez)      | Gyenyisz Menysov                   | Daniele Bennati           | Gyenyisz Menysov  | Gyenyisz Menysov      | Caisse d'Epargne |
| 19. szakasz (Samuel Sánchez)            | Gyenyisz Menysov                   | Daniele Bennati           | Gyenyisz Menysov  | Gyenyisz Menysov      | Caisse d'Epargne |
| 20. szakasz (időfutam) (Samuel Sánchez) | Gyenyisz Menysov                   | Gyenyisz Menysov          | Gyenyisz Menysov  | Gyenyisz Menysov      | Caisse d'Epargne |
| 21. szakasz (Daniele Bennati)           | Gyenyisz Menysov                   | Daniele Bennati           | Gyenyisz Menysov  | Gyenyisz Menysov      | Caisse d'Epargne |
| Végeredmény                             | Gyenyisz Menysov                   | Daniele Bennati           | Gyenyisz Menysov  | Gyenyisz Menysov      | Caisse d'Epargne |

## Statisztika

### Nyertesek/nemzet
| Ország        | Győzelmek száma | Győztesek                                                                  |
| Olaszország   | 7               | Daniele Bennati 3,Alessandro Petacchi 2,Paolo Bettini 1,Leonardo Piepoli 1 |
| Spanyolország | 7               | Óscar Freire 3,Samuel Sánchez 3,Luis Pérez Rodriguez 1                     |
| Németország   | 3               | Erik Zabel 1,Bert Grabsch 1,Andreas Klier 1                                |
| Oroszország   | 2               | Vladimir Efimkin 1,Gyenyisz Menysov 1                                      |
| Kolumbia      | 1               | Leonardo Duque 1                                                           |
| USA           | 1               | Jason McCartney 1                                                          |

## Végeredmények

### Az összetett verseny végeredménye
|    | Versenyző          | Csapat            | Idő         |
| -- | ------------------ | ----------------- | ----------- |
| 1  | Gyenyisz Menysov   | Rabobank          | 80h 59' 07" |
| 2  | Carlos Sastre      | Team CSC          | + 3' 31"    |
| 3  | Samuel Sánchez     | Euskaltel-Euskadi | + 3' 46"    |
| 4  | Cadel Evans        | Predictor-Lotto   | + 3' 56"    |
| 5  | Ezequiel Mosquera  | Karpin-Galicia    | + 6' 34"    |
| 6  | Vlagyimir Efimkin  | Caisse d'Epargne  | + 7' 07"    |
| 7  | Vlagyimir Karpets  | T-Mobile Team     | + 8' 09"    |
| 8  | Igor Antón         | Euskaltel-Euskadi | + 8' 44"    |
| 9  | Manuel Beltrán     | Liquigas          | + 9' 38"    |
| 10 | Carlos Barredo     | Quick Step        | + 10' 12"   |
| 11 | Maxime Monfort     | Cofidis           | + 10' 37"   |
| 12 | Daniel Moreno      | Relax-GAM         | + 13' 07"   |
| 13 | Stéphane Goubert   | AG2R Prévoyance   | + 14' 13"   |
| 14 | David López García | Caisse d'Epargne  | + 17' 20"   |
| 15 | Oliver Zaugg       | Team Gerolsteiner | + 19' 00"   |
| 16 | Sylvain Chavanel   | Cofidis           | + 22' 19"   |
| 17 | Hubert Dupont      | AG2R Prévoyance   | + 29' 33"   |
| 18 | Luis Pérez         | Andalucía-Cajasur | + 31' 41"   |
| 19 | Chris Sörensen     | Team CSC          | + 32' 24"   |
| 20 | Ludovic Turpin     | AG2R Prévoyance   | + 32' 39"   |

### Pontverseny
A pontverseny vezetője a Vuelta a Españán a kék trikót viseli.
|   | Versenyző        | Csapat            | Pontok |
| - | ---------------- | ----------------- | ------ |
| 1 | Daniele Bennati  | Lampre            | 143    |
| 2 | Gyenyisz Menysov | Rabobank          | 135    |
| 3 | Samuel Sánchez   | Euskaltel-Euskadi | 127    |

### Hegyi összetett
A hegyi összetett vezetője a Vuelta a Españán a narancs trikót viseli.
|   | Versenyző         | Csapat                             | Pontok |
| - | ----------------- | ---------------------------------- | ------ |
| 1 | Gyenyisz Menysov  | Rabobank                           | 90     |
| 2 | Jurgen Van Goolen | Discovery Channel Pro Cycling Team | 78     |
| 3 | Carlos Sastre     | Team CSC                           | 69     |

### Csapatverseny
A legjobb csapat tagjai a Vuelta a Españán-on sárga rajtszámot viselnek.
|   | Csapat            | Idő          |
| - | ----------------- | ------------ |
| 1 | Caisse d'Epargne  | 242h 55' 05" |
| 2 | Euskaltel-Euskadi | + 12' 43"    |
| 3 | AG2R Prévoyance   | + 30' 25"    |